# Marion Schieder

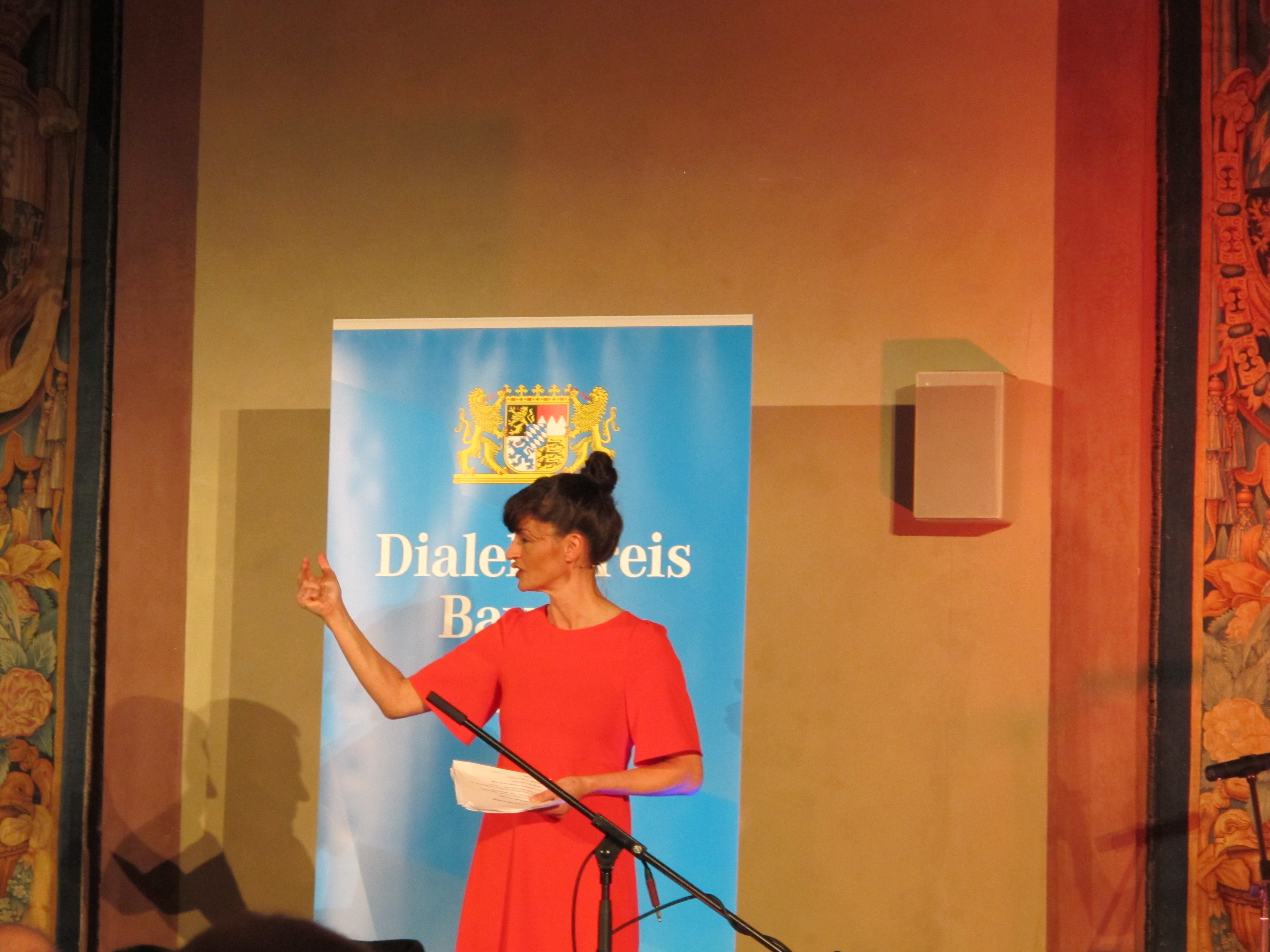
Marion Schieder beim Bayerischen Dialektpreis (2017)

Marion Schieder (verh. Kerschbaum; * 15. Dezember 1976 in Weiden in der Oberpfalz) ist eine deutsche Radiomoderatorin, Schauspielerin und Fernsehredakteurin.

## Karriere
Schieder, die in Pleisdorf aufwuchs, studierte an der Ludwig-Maximilians-Universität München Theaterwissenschaft, Neue Deutsche Literatur und Psychologie. Bereits während der Studienzeit hospitierte sie im Bereich Journalismus bei den Oberpfälzer Nachrichten und bei Der neue Tag. Sie begann ihre Radiokarriere mit einem Praktikum beim Weidener Regionalsender Radio Ramasuri, wo sie danach von 1998 bis 2008 arbeitete. Seit 2004 moderierte sie zusammen mit Alex Onken vom Oktoberfest für München TV. Dabei berichtete sie täglich drei Stunden live vor Ort. Trotz großer Beliebtheit musste sie 2014 Kritik von Stefan Raab einstecken, der das Moderationsduo als „asozial“ bezeichnete, woraufhin Onken mit dem Begriff „Keramikfresse“ für Raab konterte und ihn zu einem Boxkampf aufforderte, aber ohne sein Gebiss. Seit 2014 ist sie als d’Schiederin Moderatorin bei Antenne Bayern. Neben dieser Tätigkeit ist Marion Schieder bei verschiedenen Live-Events als Moderatorin aktiv, so zum Beispiel beim Chiemsee Triathlon und beim Dialektpreis Bayern. Zudem arbeitete sie schon bei Sat.1 Bayern als Lokalnachrichtensprecherin.

## Privates
Seit 2010 war Schieder mit dem Moderator Matthias Matuschik liiert, den sie erstmals zehn Jahre zuvor bei Radio Ramasuri kennengelernt hatte, bevor sie 2015 Thomas Kerschbaum heiratete. 2016 wurde bekannt, dass sie schwanger ist. Mitte September war sie bereits in Mutterschutz, wirkte aber per Liveschaltung dennoch an der Wiesnberichterstattung mit.

## Auszeichnungen
2013 erhielt Marion Schieder den BLM-Lokalfernseh-Sonderpreis für Moderation.

## Sendungen
bei München TV
- Ortschaft der Woche[14]
- Schlachthof lädt d'Schieder wieder[14]
- München am Morgen[15]
- München am Mittag[15]
- Oktoberfest

bei Antenne Bayern
- Stylisch. Bayrisch. In[1]